# Bennett Cerf
Bennett Cerf (ur. 25 maja 1898, zm. 27 sierpnia 1971) – amerykański wydawca, jeden z założycieli Random House i osobowość telewizyjna.

## Wyróżnienia
Posiada swoją gwiazdę na Hollywoodzkiej Alei Gwiazd.